# 夏目理緒
夏目理緒（日语：夏目理緒，1985年2月20日—）是一名日本電視女藝人、演員和前寫真偶像，以J罩杯胸圍而聞名。2011年從業界引退。

## 生平
夏目理緒出生於千葉縣。以寫真偶像出道，在講談社主辦的「2003年Miss Magazine」贏得「Young Magazine小姐」成名。之後於Magazine小姐五人足球隊中背號16。她以「J罩杯女郎」形象參與寫真偶像活動，發行多部寫真集和DVD。
她也時常登上電視節目，如《Pooh!》、《秋刀魚的SUPER人偶TV》和《找到偶像洞》。2009年在電影《女神战队维纳斯》（女神戦隊ヴィーナスファイブ）中飾演大山真純（大山真純）。同年，她在AskMen網站的「十大日本模特兒」名單中名列第七位。2010年成為台灣線上遊戲《潮麻將Online》代言人之一，並來台參加宣傳活動。
2011年3月8日發表引退。2011年9月結婚，10月4日生下第一個女兒。2013年4月20日，產下一子。2015年10月20日，第三個孩子兼第二個兒子出生。

## 外部連結
- 公式プロフィール （页面存档备份，存于） - フォース・エージェント・エンターテイメント
- 夏目理緒 (WPTL2ukiJ12JS83) on Twitter （页面存档备份，存于）
- 夏目理緒 GREE公式ブログ，存于 - 2010年9月～2011年6月
- 旧公式ブログ 夏目理緒ダイアリー （页面存档备份，存于） - 2004年11月～2007年9月
- Girls on the Web 2003年11月29日号（FILE.99：夏目 理緒），存于 - ソニー・マガジンズの「HYPER ONLINE」内コンテンツ
- 夏目理緒在豆瓣上的资料（简体中文）